# Leonów (powiat zgierski)
Leonów – wieś w Polsce położona w województwie łódzkim, w powiecie zgierskim, w gminie Zgierz.
Miejscowość wchodzi w skład sołectwa Biała. W latach 1975–1998 należała administracyjnie do ówczesnego województwa łódzkiego.

## Części wsi
| SIMC    | Nazwa    | Rodzaj    |
| ------- | -------- | --------- |
| 0416568 | Stefanów | część wsi |

## Zabytki
Według rejestru zabytków Narodowego Instytutu Dziedzictwa na listę zabytków wpisany jest obiekt:
- dom, pocz. XX w., nr rej.: A/201 z 15.07.1976